# Kuru (dinosaurie)
Airakoraptor är en grupp av maniraptorer theropoda dinosaurer från perioden yngre krita, från Burchant i Mongoliet. Den var en medlem av familjen Dromaeosaurider.